# Szpital

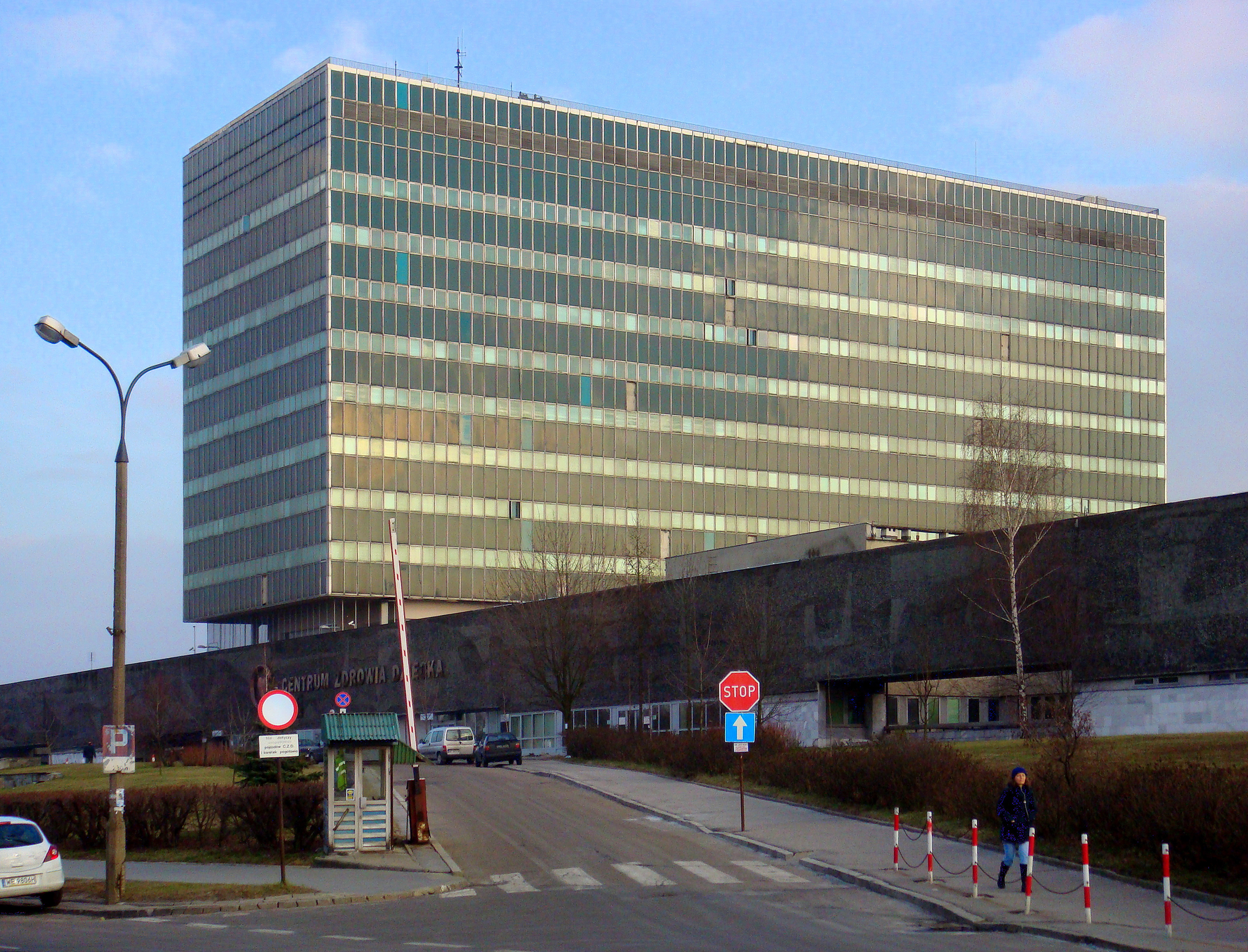
Instytut „Pomnik – Centrum Zdrowia Dziecka” w Warszawie (2009)

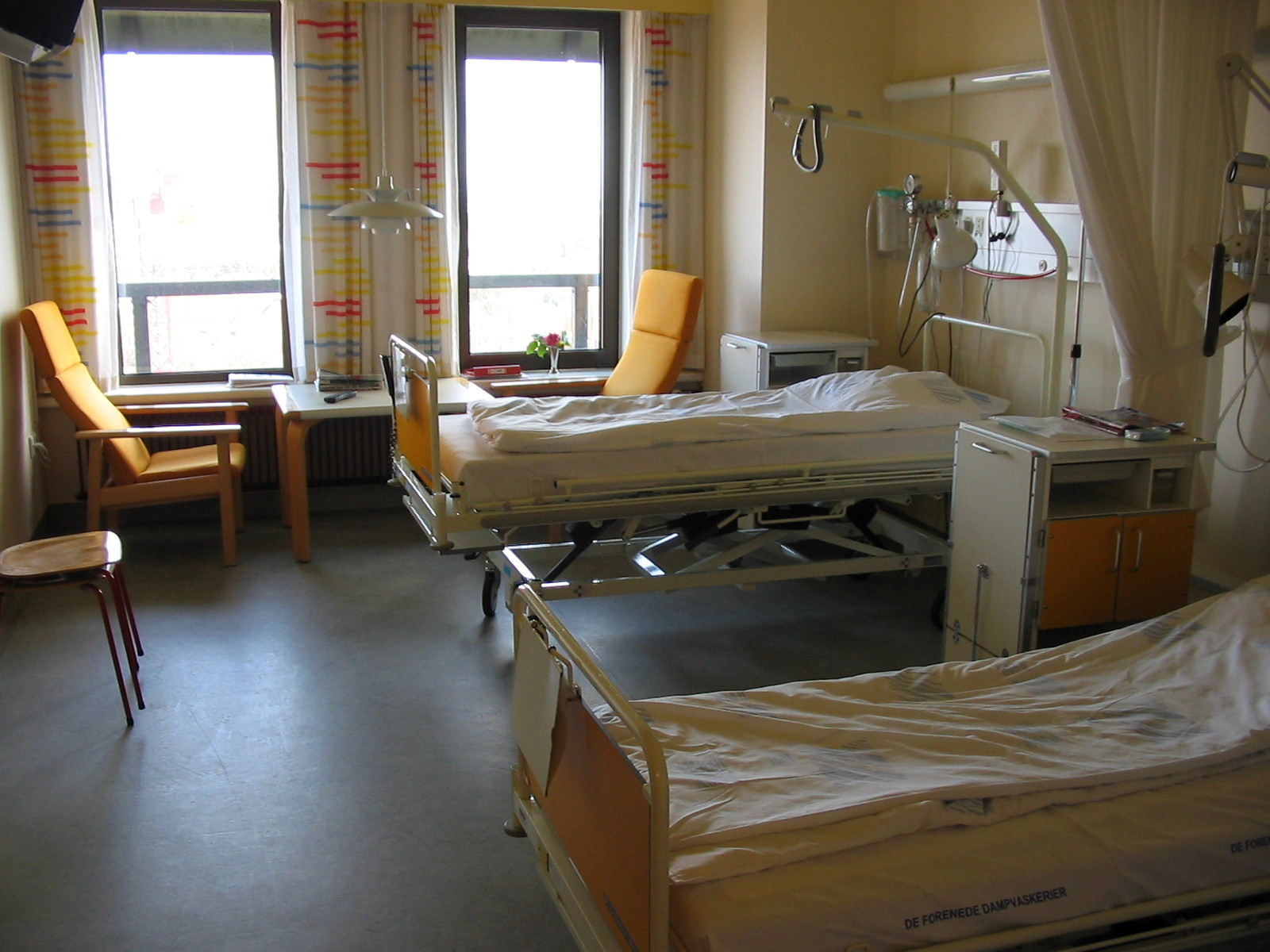
Sala chorych w szpitalu w Danii (2005)

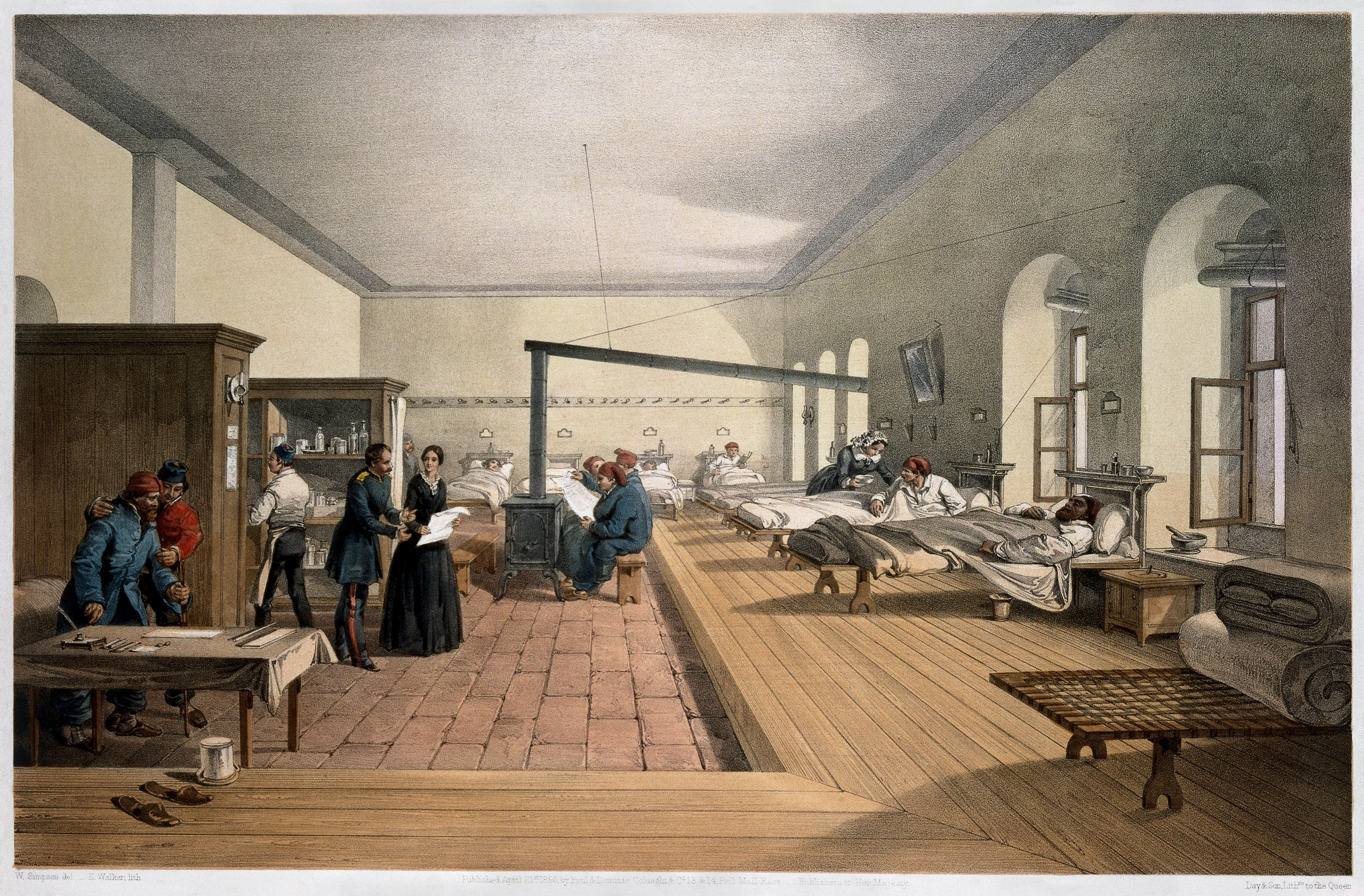
„Jeden z oddziałów szpitala w Scutari (Turcja)” (Wojna krymska 1856)

Szpital – jedna z najważniejszych jednostek organizacyjnych w systemie opieki zdrowotnej. W szpitalu udziela się świadczeń zdrowotnych w warunkach zamkniętych. Najważniejszym zadaniem szpitali jest leczenie pacjentów, ale oprócz tego zajmują się opieką zdrowotną ludzi zdrowych, np. szpitale położnicze.
Przy szpitalu często ulokowane są także przychodnie ambulatoryjne i zakłady diagnostyczne. W szpitalu pacjent otrzymuje całodobową lub jednodniową opiekę lekarską oraz pielęgniarską. Niektóre szpitale, szczególnie szpitale akademickie, zajmują się prowadzeniem dydaktyki przed- i podyplomowej.

## Podział szpitali w Polsce

### Poziomy referencyjne
Poziomy referencyjne szpitali w Polsce wprowadzono pod koniec 1998 roku. Szpitale przyporządkowano do trzech poziomów:
- I poziom referencyjny – szpitale udzielające świadczeń zdrowotnych w pięciu podstawowych specjalnościach medycznych: chorób wewnętrznych, chirurgii ogólnej, położnictwa i ginekologii, pediatrii oraz anestezjologii i intensywnej terapii,
- II poziom referencyjny – szpitale wojewódzkie, udzielające, obok świadczeń zdrowotnych w wymienionych wyżej specjalnościach, świadczenia z co najmniej czterech następujących specjalności: kardiologii, neurologii, dermatologii, patologii ciąży i noworodka, okulistyki, laryngologii, chirurgii urazowej, urologii, neurochirurgii, chirurgii dziecięcej, chirurgii onkologicznej,
- III poziom referencyjny obejmuje szpitale kliniczne oraz jednostki badawczo-rozwojowe Ministerstwa Zdrowia: Instytut „Pomnik – Centrum Zdrowia Dziecka” w Warszawie i Instytut „Centrum Zdrowia Matki Polki” w Łodzi.

### Zasięg terytorialny
- gminne
- powiatowe (lub miejskie w miastach na prawach powiatu)
- wojewódzkie
- ponadwojewódzkie

### Zakres leczenia
- ogólne
- specjalistyczne (jednoimienne) (np. szpital psychiatryczny lub zajmujący się tylko osobami podejrzanymi o zakażenie koronawirusem[3])
- zespolone – szpitale posiadające zarówno oddziały opieki podstawowej jak i oddziały specjalistyczne oraz ambulatoria[4]

### Szpitale przystosowane do leczenia szczególnych pacjentów
- szpitale psychiatryczne
- szpitale wojskowe
- szpitale polowe
- uzdrowiska